# Erdei galambvirág
Az erdei galambvirág (Isopyrum thalictroides) a boglárkafélék (Ranunculaceae) családjába tartozó  Isopyrum nemzetség egyetlen Magyarországon előforduló faja.

## Elterjedése, élőhelye
Csak Európában fordul elő. Üde, főként gyertyán- és bükkelegyes erdőkben, ligeterdőkben él.

## Megjelenése
10–20 cm magas évelő, márciustól májusig virágzik.
- Levelei 3-5 levélkéből tenyeresen összetettek. A levélkék tompán karéjosak, hamvaszöldek.
- Virága fehér, ötszirmú; rövid életű.
- Termése tüsző.